# Marcel Tinazzi
Marcel Tinazzi, né le 23 novembre 1953 à Marnia, en Algérie, est un coureur cycliste français, professionnel de 1977 à 1986.

## Biographie
Il est champion de France sur route en 1977 à Château-Chinon, et effectue la grande partie de sa carrière sous l'égide de Jean de Gribaldy, en excellent équipier de Sean Kelly.
Il a été contrôlé positif lors de Bordeaux-Paris 1984 qu'il avait remporté. Il a été déclassé.
Après sa carrière, Tinazzi possède une société de vêtements cyclistes basée en Italie appelée MS TINA. Elle devient sponsor principal de l'équipe roumaine MsTina-Focus en 2018.

## Résultats
- Amateur
  - 1974-1976 : 50 victoires[réf. nécessaire]
- 1976
  - 1re et 4e étapes du Tour du Roussillon
- 1977
  -  Champion de France sur route
  - 3e du Circuit du Sud-Ouest
- 1978
  - 3e du Grand Prix de Plouay
- 1980
  - Classement général du Tour de l'Aude
- 1981
  - 2e étape Tour méditerranéen
  - 3e du Tour méditerranéen
  - 5e de l'Étoile de Bessèges
  -  5e de Bordeaux-Paris
  - 8e du Grand Prix des Nations
- 1982
  - Bordeaux-Paris
  - 3e du Critérium international
- 1985
  - 3e du Grand Prix d'Aix-en-Provence

## Résultats sur les grands tours

### Tour de France
3 participations
- 1978 : 59e
- 1981 : 13e
- 1982 : 43e

### Tour d'Italie
1 participation
- 1979 : 40e